# Småblomstret salvie
Småblomstret salvie (Salvia nemorosa) eller steppesalvie er en 30-70 cm høj urt, der i Danmark vokser vildt på strandoverdrev, skrænter og ved bebyggelse. Den ligner engsalvie og er lige så sjælden som den, men bladrosetten er normalt nået at visne, når den blomstrer og bladene er fint rundtakkede. Planten er desuden anvendt i haver i flere forskellige sorter. Planten dufter ikke – i modsætning til de fleste andre arter af Salvie.

## Beskrivelse
Småblomstret salvie er en tuedannende flerårig urt med en opret, tæt vækstform. Skuddene er stive og firkantede med korte, stive hår. De bærer modsatte, ægformede, siddende blade med fint rundtakket rand. Oversiden er rynket og mørkt grågrøn, mens undersiden er lyst grågrøn.
Fra bladhjørnerne og fra skudspidsen dannes der oprette, stive skud, som bærer tætte aks af blåviolette blomster. Efter afblomstringen sidder de violette bægerblade tilbage og pynter planten. Frugterne modner godt og spirer villigt, dog ikke hos de nærmest sterile sorter!
Rodnettet består af en træagtig, lodret jordstængel med dybtgående trævlerødder.
Højde x bredde og årlig tilvækst: 0,40 x 0,40 m (40 x 5 cm/år), men blomsterstænglerne når op i 0,70 meters højde.

## Voksested
Småblomstret salvie hører hjemme på græssteppen i Østeuropa, på Balkan og i Lilleasien, hvor den danner bevoksninger på tørre græsstepper sammen med f.eks. flere arter af røllike, Malurt og astragel og desuden knoldet mjødurt, flerårig hør, alm. kællingetand, fjergræs og smalbladet timian.
I Danmark findes den meget sjældent vildtvoksende i hele landet på strandoverdrev, skrænter og ved bebyggelse. Arten er desuden naturaliseret på Öland, hvor den finder gode betingelser på Alvaret.
På Proszowice-højsletten i det sydlige Polen vokser arten på tørre græsområder, der er tilbage mellem den dyrkede jord, sammen med bl.a. alm. seglblad, bakkejordbær, festuca valesiaca, fransk rose, grenet edderkopurt, gul hør, gul rundbælg, hårtotfjergræs, jordstar, skærmokseøje, sommeranemone, storblomstret brunelle, sværdalant, virgilasters, våradonis og østrigsk ærenpris

## Sorter
Der findes talrige velkendte sorter med blomsterfarver fra dybviolet over blåviolet og rosa til hvid. De er alle stauder med bladrige, firkantede stængler, som vokser frem fra en mere eller mindre vintergrøn bladroset. De fleste er hårdføre ned til -19 °C., og de foretrækker fuld sol, veldrænet, kalkrig jord og behersket vanding og gødskning. Eng-Salvie er en hårdfør og nøjsom staude.
| Portal | Portal:Botanik |

## Note
1. ↑  www.opuluspress.se: M. Kotańska m.fl.: Xerothermic grassland: habitat island in an agricultural landscape (engelsk)